# بيتر شو غرين
بيتر شو غرين (1920-2009) (بالإنجليزية: Peter Shaw Green)‏ هو عالم نبات بريطاني.